# 가시와쿠라몬덴촌
가시와쿠라몬덴촌(柏倉門伝村)은 야마가타현 미나미무라야마군에 있던 촌이다.

## 역사
- 1889년 4월 1일 - 정촌제 시행에 의해 미나미무라야마군 가시와쿠라몬덴촌이 성립하였다.
- 1954년 11월 1일 - 야마가타시에 편입해, 동일 가나이촌은 폐지되었다.

## 교통

### 도로
- 호코에쓰 가도(현 야마가타현도 제17호선 야마가타 시라타카선)

## 참고문헌
- 角川日本地名大辞典 6 山形県